# José Ramón Alexanko
José Ramón Alexanko Ventosa (* 5. Mai 1956 in Barakaldo) ist ein ehemaliger spanischer Fußballspieler.

## Karriere als Spieler
Alexanko begann seine Fußballerkarriere bei Llodio, einem kleinen Vorortklub von Bilbao. 1974 kam er zu Athletic Bilbao und blieb zwei Jahre. In der Saison 1976/77 machte er einen Abstecher zu Deportivo Alavés, um darauf wieder nach Bilbao zurückzukehren. In seiner Zeit in Bilbao kam er 1977 ins spanische Pokalfinale und ins Finale des UEFA-Pokals im gleichen Jahr, das Athletic jedoch gegen Juventus Turin im Gesamtscore von 2:2 (Auswärtstorregel) verlor.
Im Jahr 1980 zog es den Basken nach Katalonien zum FC Barcelona. Bei Barça erlebte Alexanko seine erfolgreichste Zeit. Er gewann viermal die spanische Meisterschaft, viermal den spanischen Pokal und dreimal den spanischen Supercup. Auf internationaler Ebene gewann er 1992 den letzten Europapokal der Landesmeister vor Einführung der Champions League im gleichen Jahr. Im Finale gegen Sampdoria Genua wurde Alexanko in der 113. Minute für Pep Guardiola eingewechselt. Das Spiel endete nach Verlängerung 1:0 für Barça. Außerdem gewann er 1982 und 1989 den Europapokal der Pokalsieger, wo er 1982 im Finale durchspielte. 1992 wurde dann noch der Europäische Supercup gewonnen.
International spielte Alexanko 34 Mal für Spanien und erzielte vier Tore. Er nahm an der Europameisterschaft 1980 in Italien teil, wo Spanien in der Vorrunde als Gruppenletzter ausschied. Zudem nahm er an der Weltmeisterschaft 1982 im eigenen Land teil, wo das Team in der zweiten Gruppenphase ausschied.
Alexanko spielte darüber hinaus ein Spiel für die baskische Fußballauswahl.

## Karriere als Trainer
Nach seiner Spielerkarriere ging Alexanko nach Rumänien und trainierte dort FC Universitatea Craiova und FC Național Bukarest.

## Erfolge
- viermal spanischer Meister (1985, 1991, 1992, 1993)
- viermal spanischer Pokalsieger (1981, 1983, 1988, 1990)
- dreimal spanischer Supercupsieger (1983, 1991, 1992)
- einmal Europapokal der Landesmeister (1992)
- zweimal Europapokal der Pokalsieger (1982, 1989)
- einmal UEFA Super Cup (1992)